# Armée catholique et royale du Centre
L'Armée catholique et royale du Centre, ainsi nommée car elle se trouvait entre l'armée d'Anjou et du Haut-Poitou et l'armée du Bas-Poitou, était une armée royaliste pendant la guerre de Vendée. Formée à l'origine de trois divisions, elle fut placée sous le commandement de Charles de Royrand puis s'unit avec l'Armée catholique et royale d'Anjou et du Haut-Poitou avant de retrouver son indépendance en 1794. Charles Sapinaud de La Rairie remplaça Royrand en 1794, à la suite de la mort de ce dernier lors de la virée de Galerne.

## Organisation
- Armée du Centre
Général en chef : Charles de Royrand (mort le 5 décembre 1793)[1]
Général en chef : Charles Sapinaud de La Rairie (à partir de janvier 1794, démissionne fin janvier 1796)[2]
Général en chef : Joseph Amand de Vasselot d'Annemarie (à partir de février 1796, fusillé le 4 mai 1796)[3],[4]
Général en chef : Roch-Sylvestre Grignon de Pouzauges (à partir d'août 1799, tué le 18 novembre 1799[5])
Général en chef : Charles Sapinaud de La Rairie (à partir de fin novembre 1799, signe la paix le 18 janvier 1800)[5]
Major-général : Jacques-Alexis de Verteuil (fusillé le 23 décembre 1793)[1].

Parmi les chefs de division de l'armée du Centre figurent Louis Sapinaud de La Verrie, Aimé de Vaugiraud, Gabriel Baudry d'Asson, Jean-Félix Clabat du Chillou, Girard de Beaurepaire, Augustin de Hargues, Auguste de Béjarry, Amédée de Béjarry et Mathieu de Verteuil.